# АТБ-Маркет
«АТБ-Маркет» — украинская компания, специализирующаяся на розничной торговле. Основана в 1993 году в Днепропетровске. Магазины сети «АТБ» работают в формате «дискаунтер».

## История
История сети началась в 1993 году с шести гастрономов в Днепропетровске. Сейчас компания принадлежит в равных долях трем днепропетровским бизнесменам: основателям группы «Агротехбизнес» — Геннадию Буткевичу, Евгению Ермакову и Виктору Карачуну.
В 1998 году руководством было принято решение внедрить в магазинах систему самообслуживания. В 2001 году магазины с прилавком переформатировали в супермаркеты и назвали «АТБ». С тех пор предприятие позиционирует себя как сеть дискаунтеров — магазинов с широким ассортиментом товаров по ценам ниже среднерыночных.
«АТБ-Маркет» — самая динамично развивающаяся розничная сеть на территории Украины на протяжении последних пяти лет. С момента начала боевых действий на территории Донбасса, что повлекло за собой потерю 152 торговых точек (общий убыток оценивается в 7 млрд грн.), компания «АТБ» открыла более 120 новых магазинов, что все ещё меньше, чем до начала военного конфликта. По данным исследовательских агентств, сеть является крупнейшей розничной сетью в Украине и насчитывает более 1000 магазинов в 248 населенных пунктах 22 областей Украины. Ежедневно здесь делают покупки более 3 млн чел. В 2019 году товарооборот сети составил 127 млрд грн.
Сеть вошла в двадцатку крупнейших налогоплательщиков страны (став в этом списке единственным представителем розничной торговли), сумма уплаченных налогов ООО «АТБ Маркет» 2019 составила 12,5 млрд грн.
Ассортимент магазинов составляет около 4000 товаров, из которых 750 — товары собственных торговых марок.
В 2014 году, в связи с аннексией Крыма, компания прекратила свою деятельность на Крымском полуострове. В Крыму магазины сменили название на «ПУД», что расшифровывается как «Продукты у дома». Юридическое лицо было зарегистрировано на территории Краснодарского края. В 2017 году крымские магазины были выкуплены Краснодарским агрокомплексом имени Н. И. Ткачёва.
На территории непризнанных ДНР и ЛНР на базе бывших магазинов АТБ были созданы собственные торговые сети «Первый республиканский супермаркет» и "Супермаркет «Народный» соответственно.
В 2022 году, в связи с российским нападением на Украину, компания потеряла супермаркеты находящиеся в городах которые находятся под российской оккупацией: Мелитополь, Бердянск
Так же в 2022 году компания потеряла все свои супермаркеты в Луганской области в связи с боевыми действиями

## Деятельность
Ассортимент магазинов составляет более 3500 наименований товаров продовольственной и непродовольственной группы, из которых более 800 — представляют собственные торговые марки «АТБ». За счет минимизации издержек на логистику и рекламу, стоимость такой продукции ниже среднерыночной.
По данным ГФС, в 2018 году сеть АТБ более чем в 2 раза увеличила сумму уплаченных налогов до 8.5 млд грн. и на сегодняшний день является одним из крупных налогоплательщиков. Также в ГФС обратили внимание, что Ассоциация плательщиков налогов Украины признала ООО «АТБ-маркет» победителем регионального тура в номинации «Добросовестный плательщик налогов в сфере торговли». В сети магазинов «АТБ» на сегодняшний день официально трудоустроены более 55 тысяч сотрудников. Стоимость компании оценивается в  4.9 млрд $

## Галерея

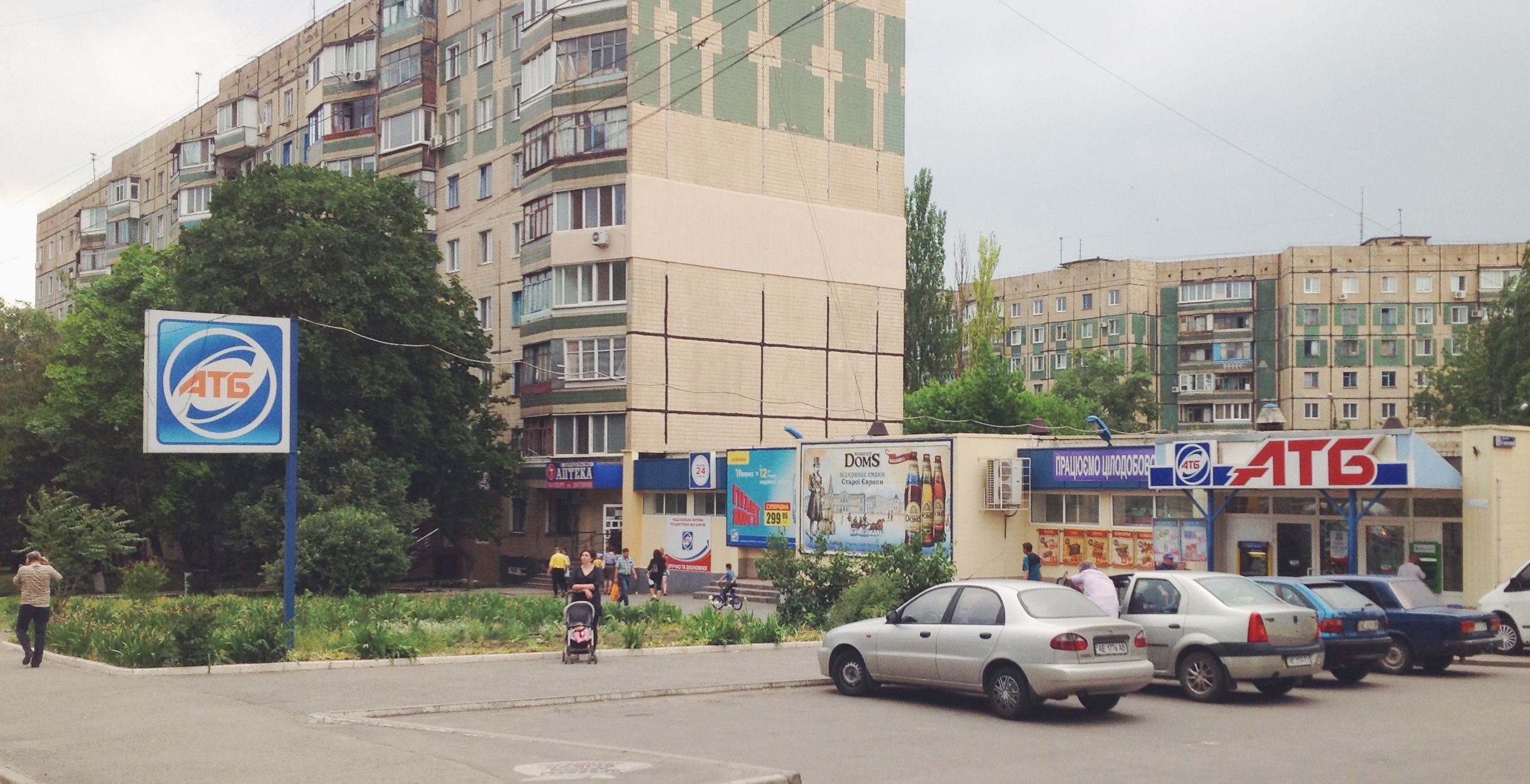
Магазин в Кривом Роге
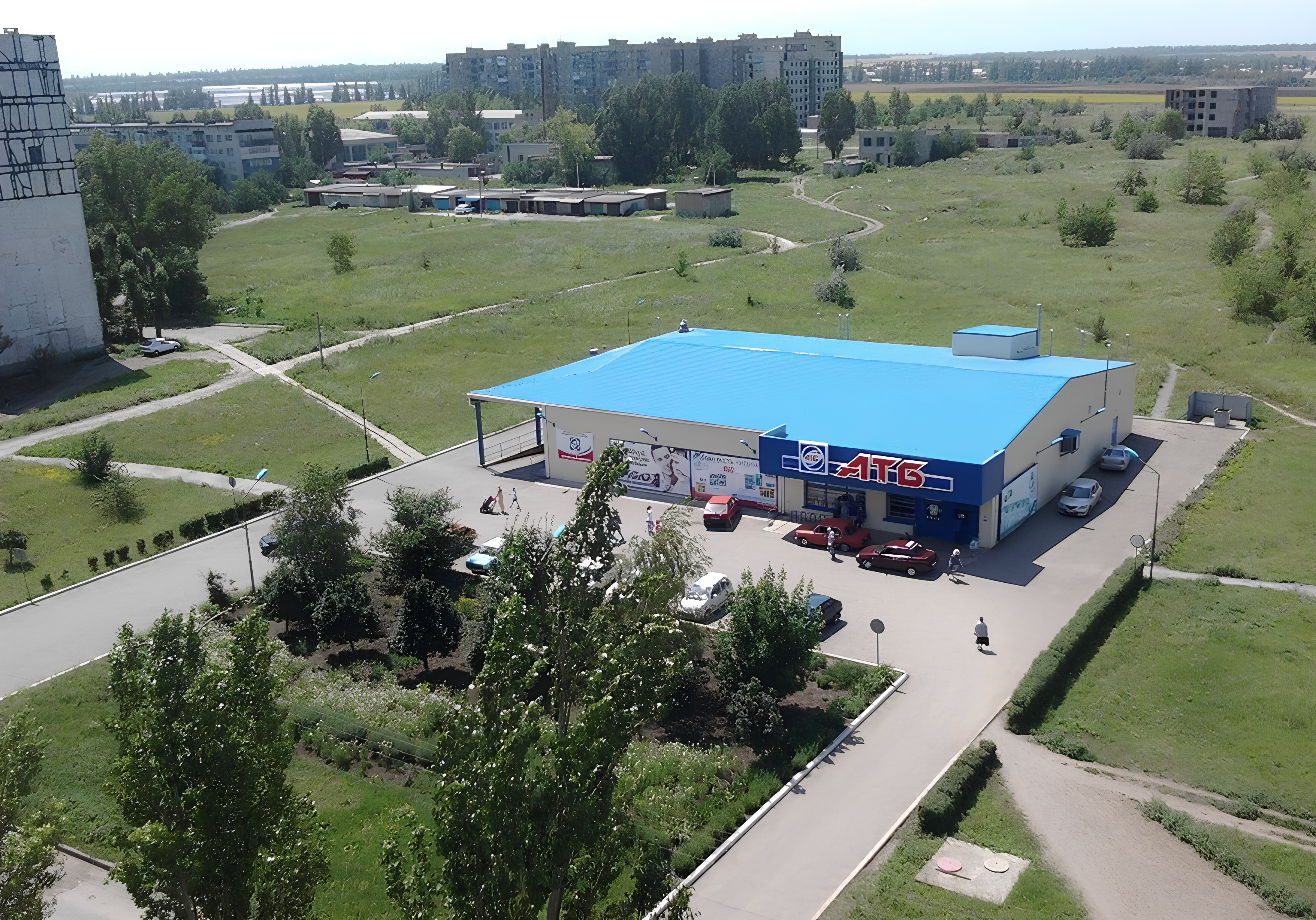
АТБ-Маркет в Константиновке
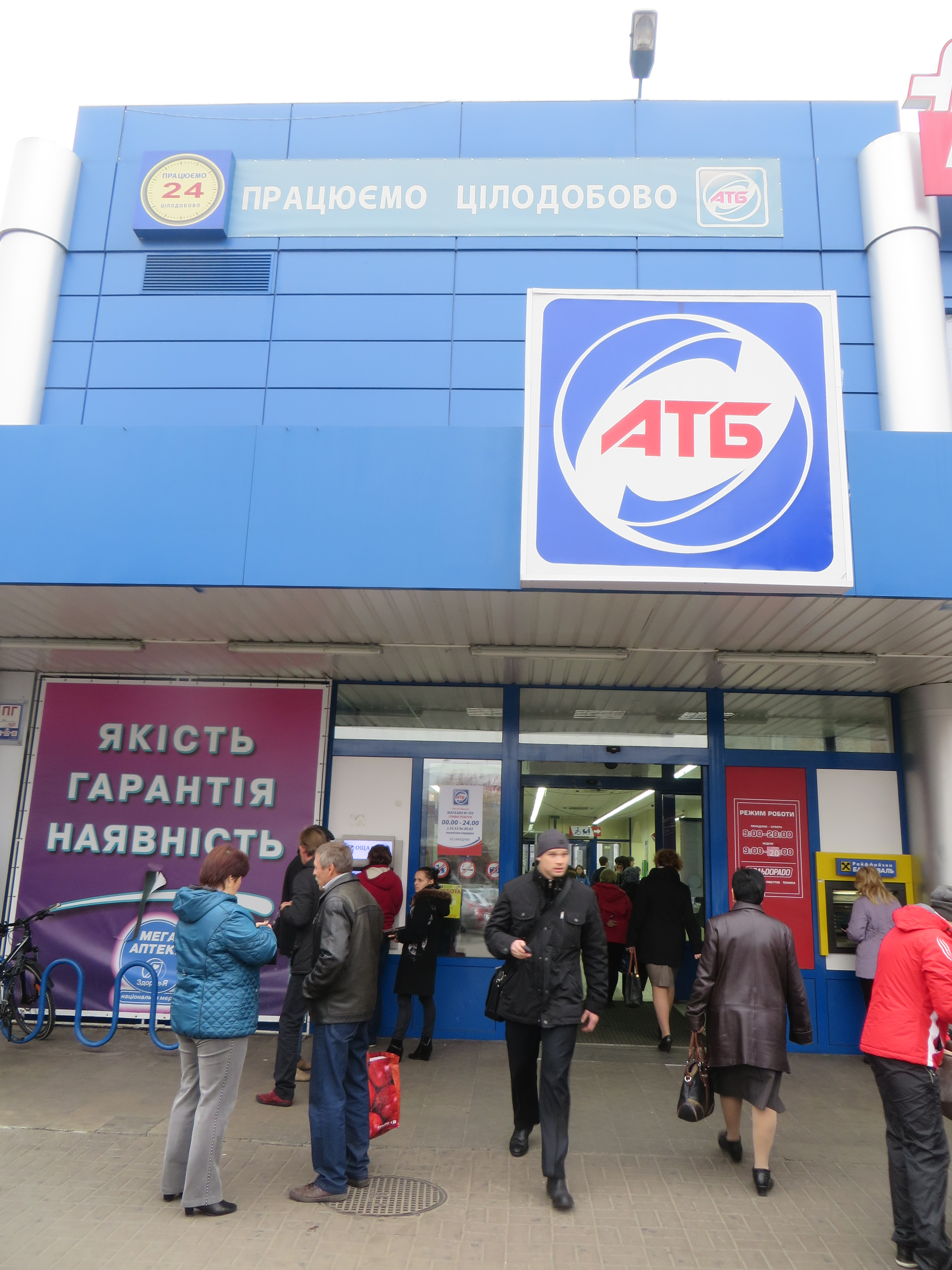
Магазин в Чернигове (снаружи)
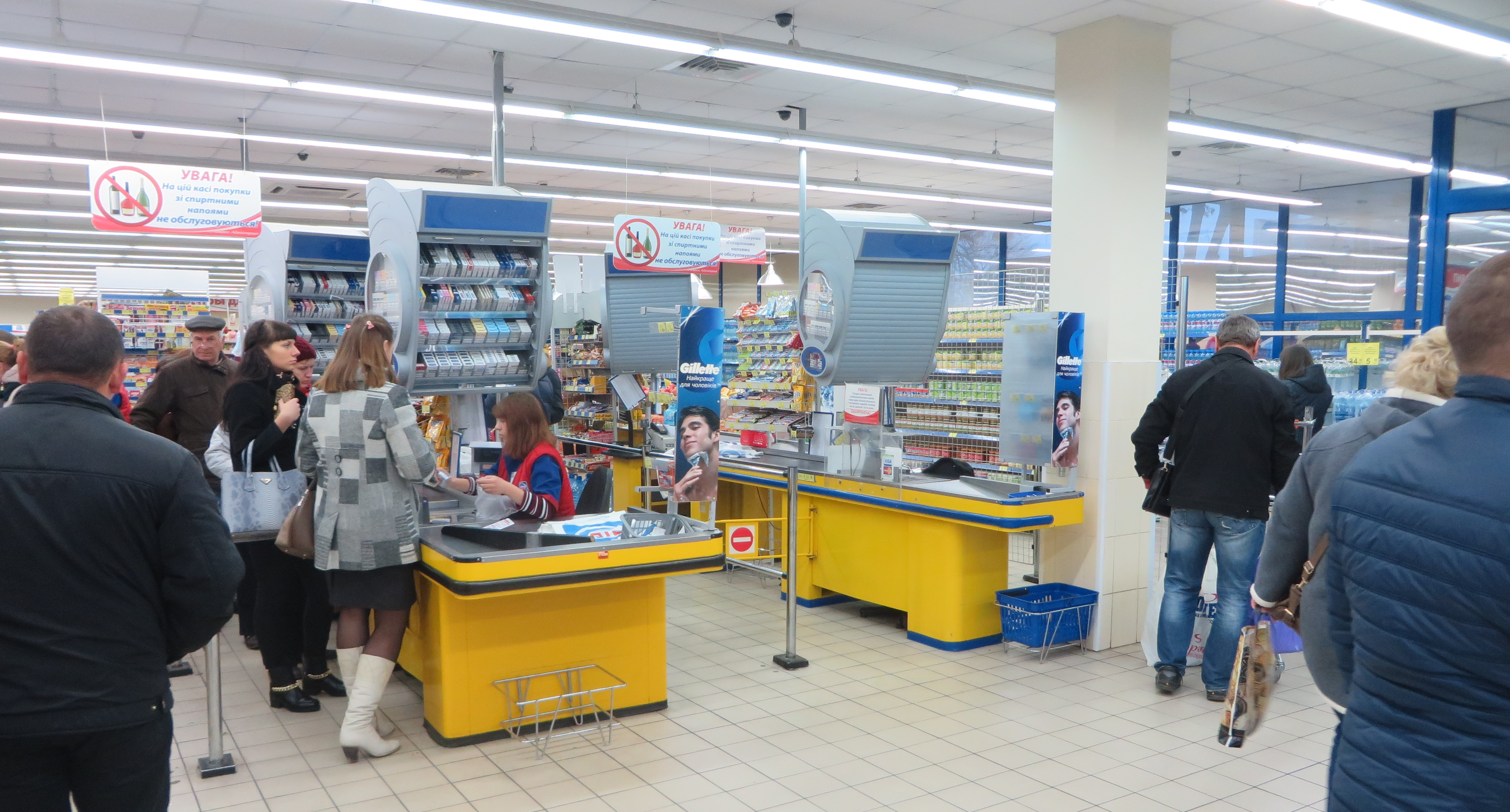
Магазин в Чернигове (внутри)
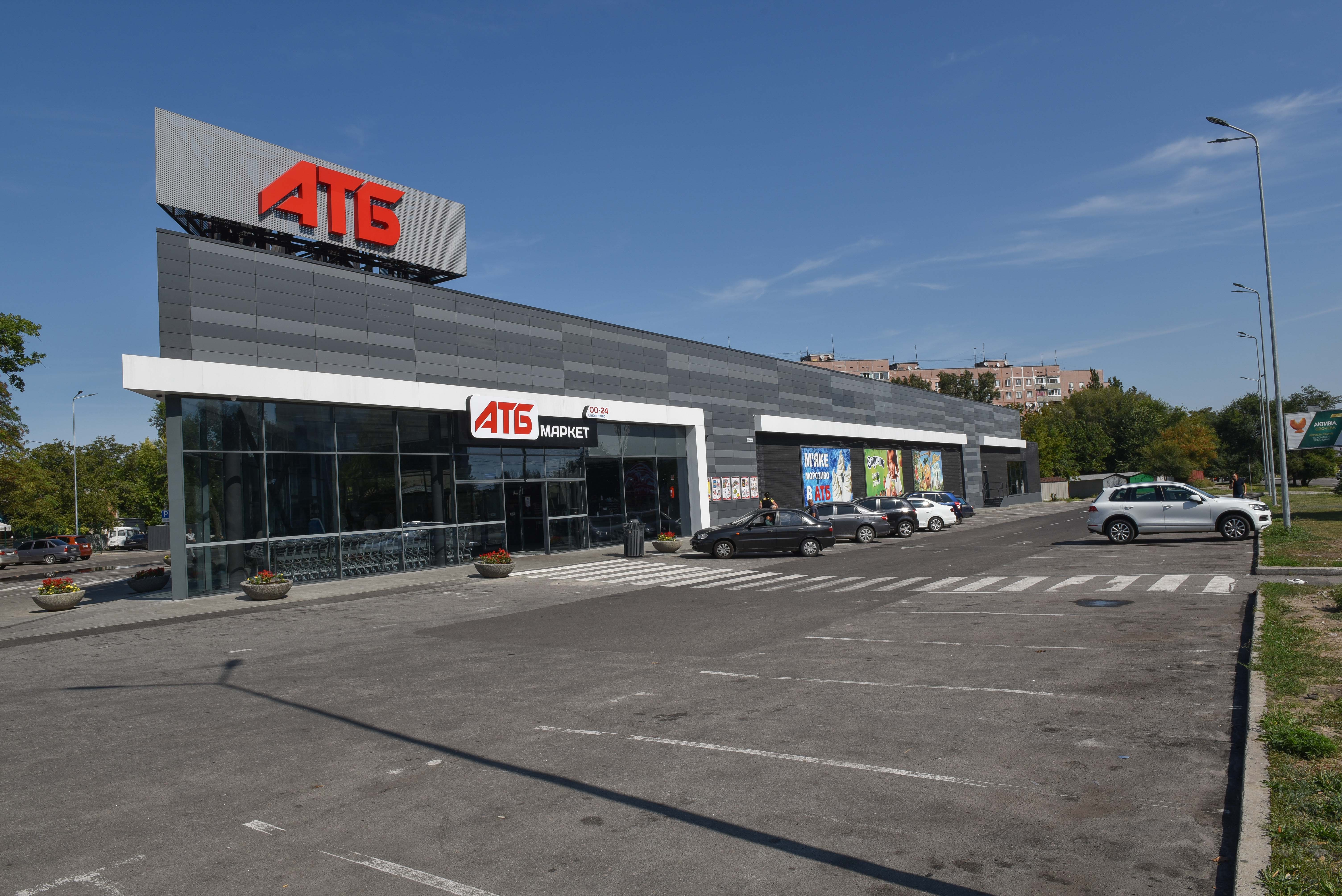
Обновлённый магазин в Днепре
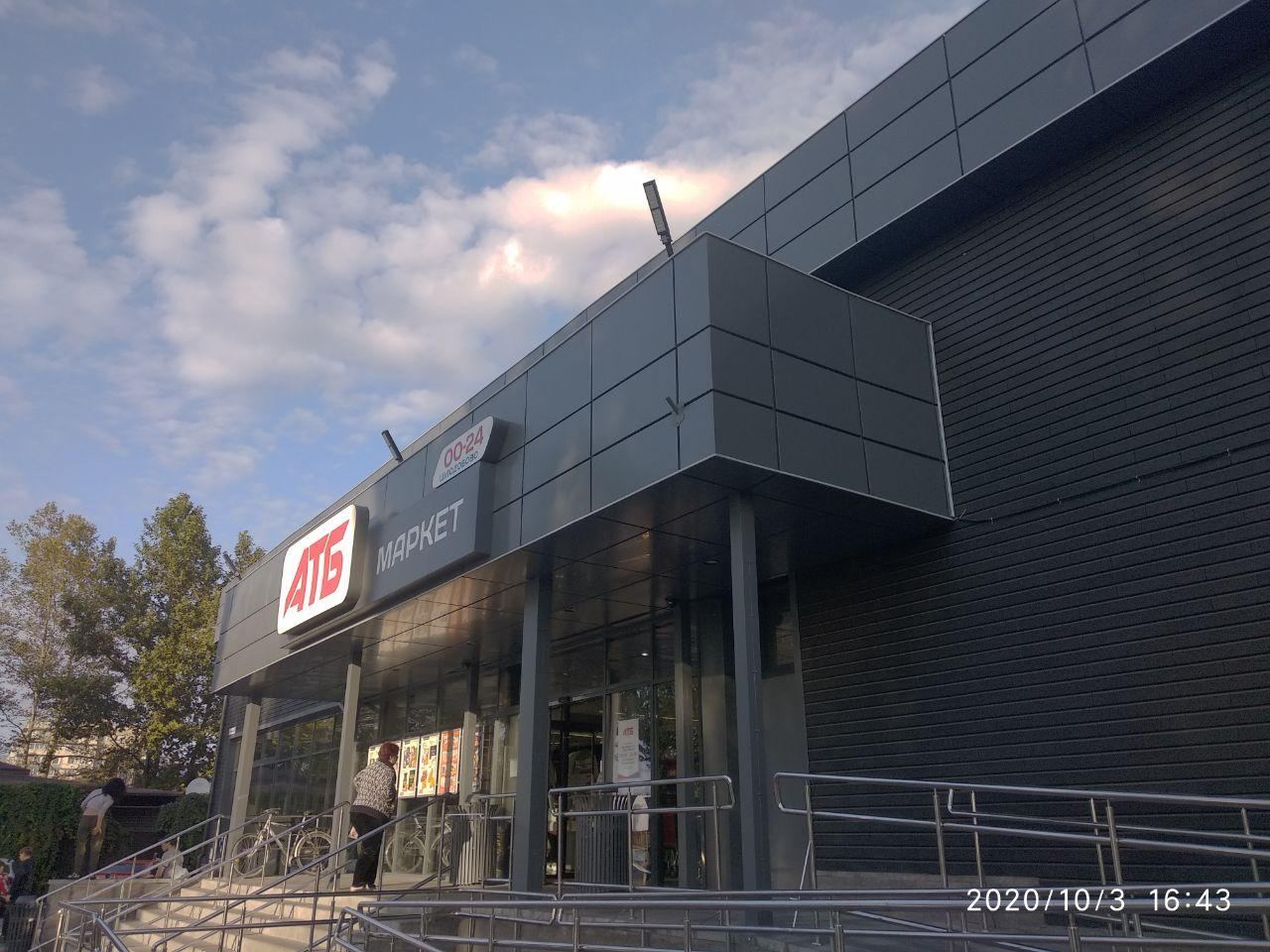
Обновлённый магазин в Мелитополе
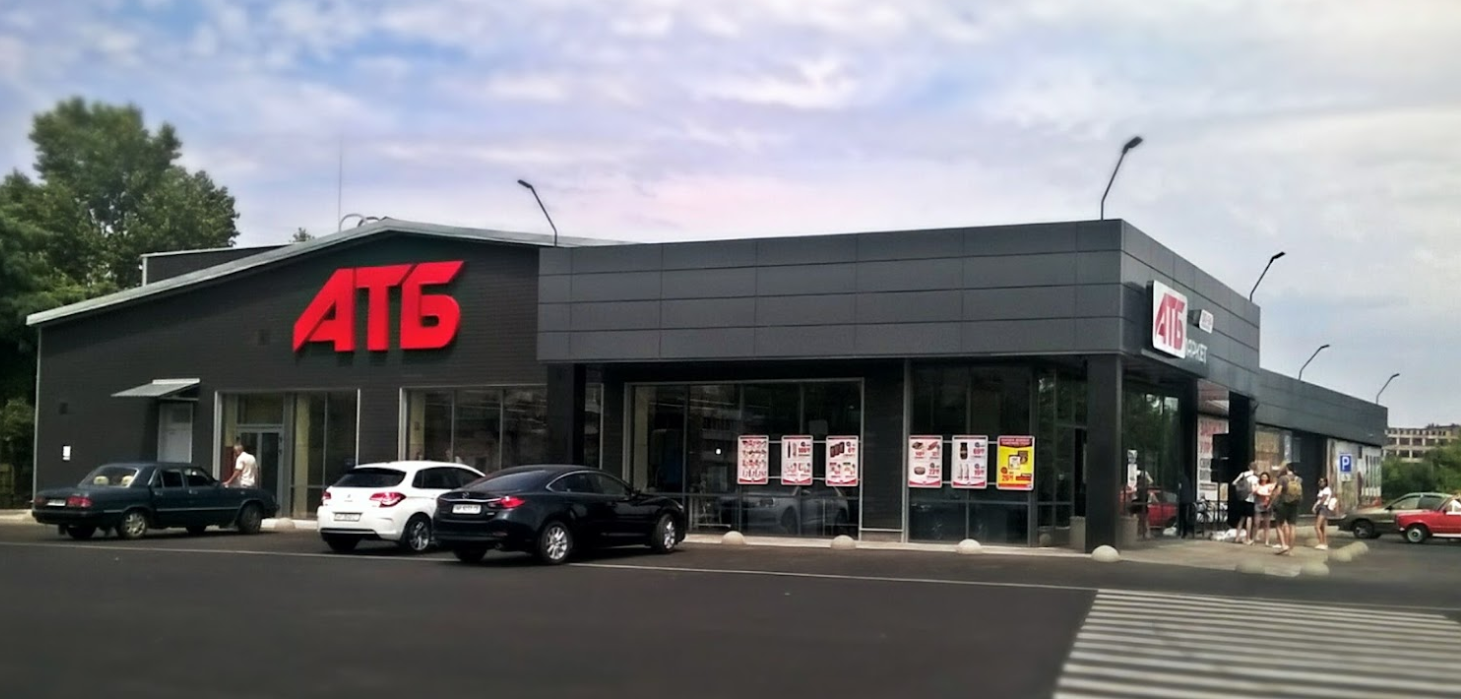
Обновленный магазин в Запорожье
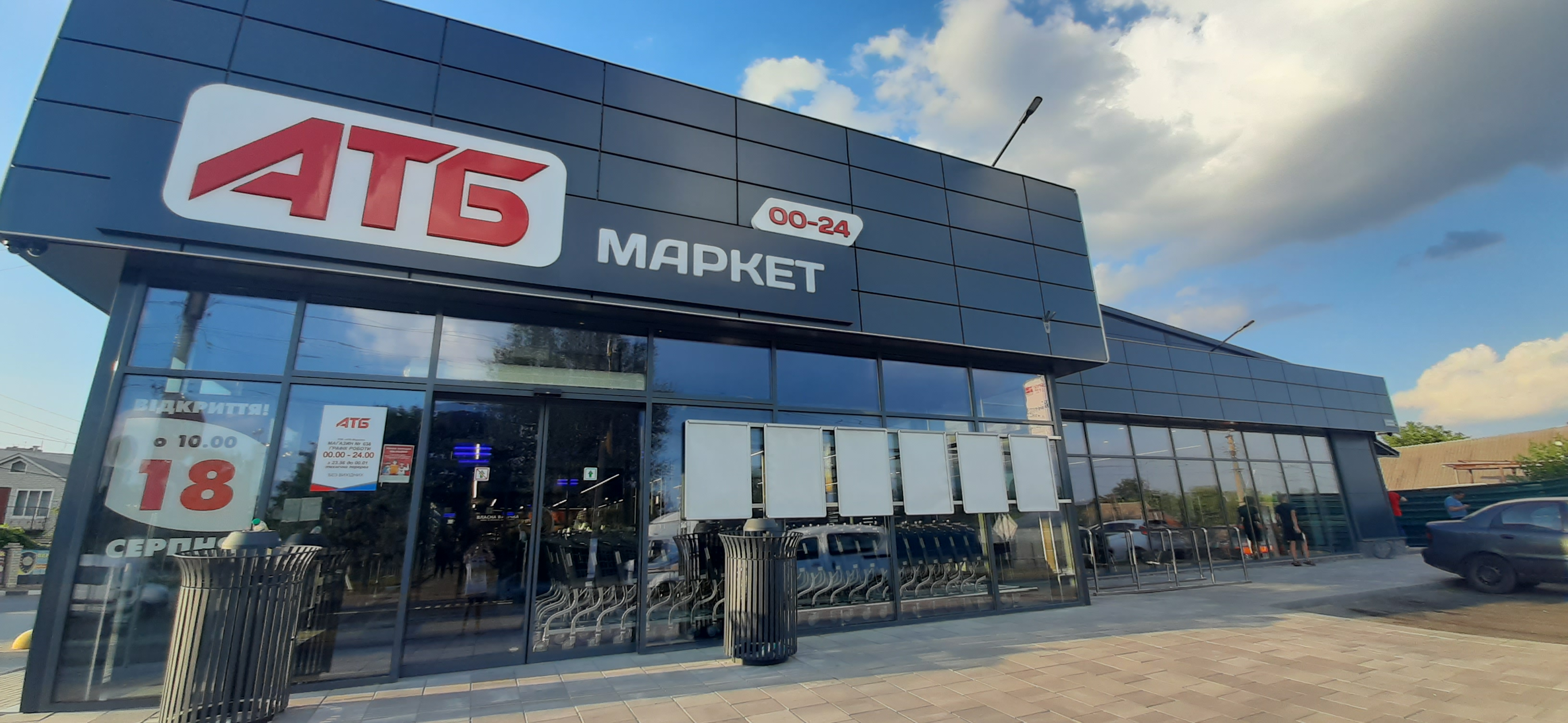
Обновлённый магазин в Песочине
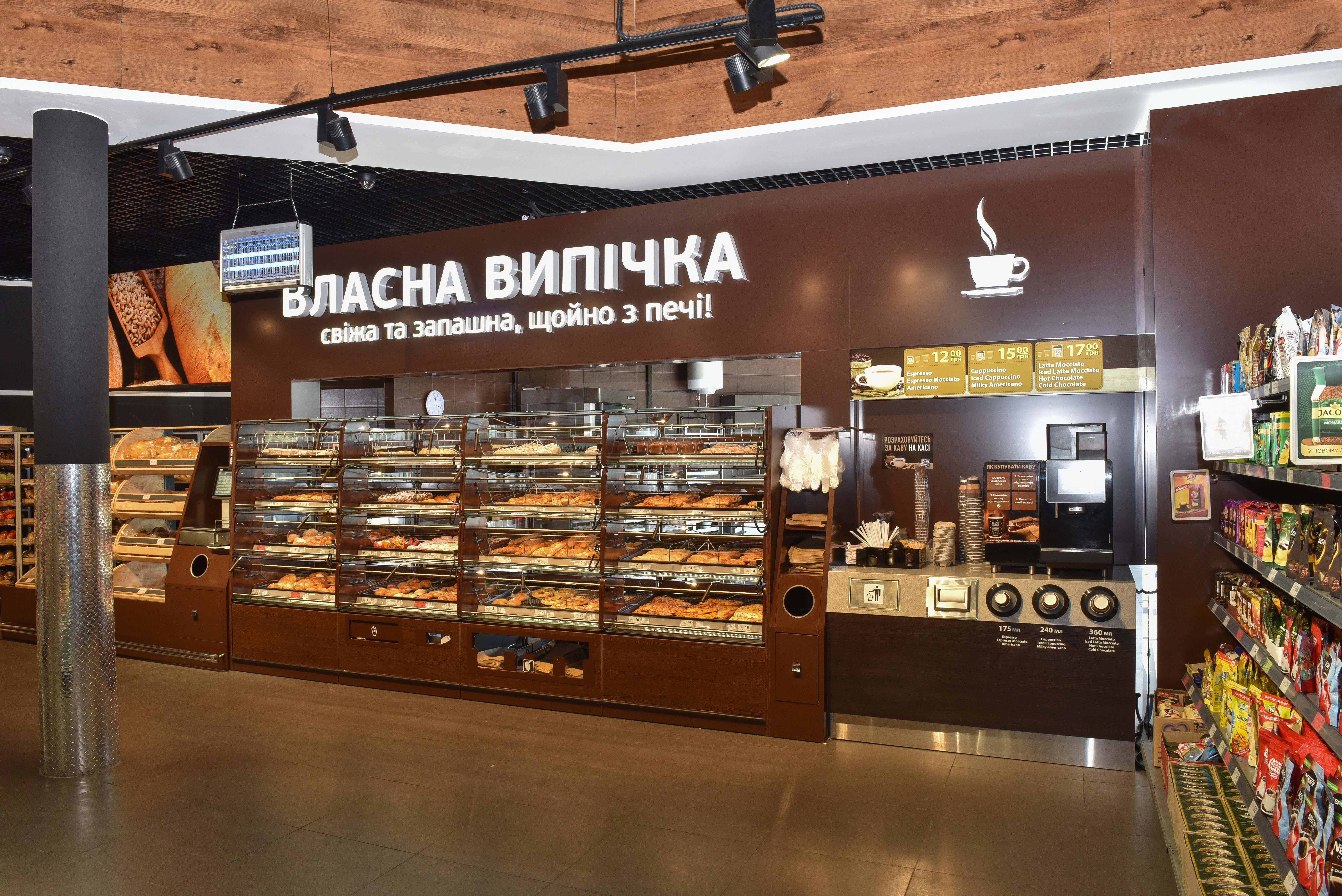
Собственная выпечка в АТБ
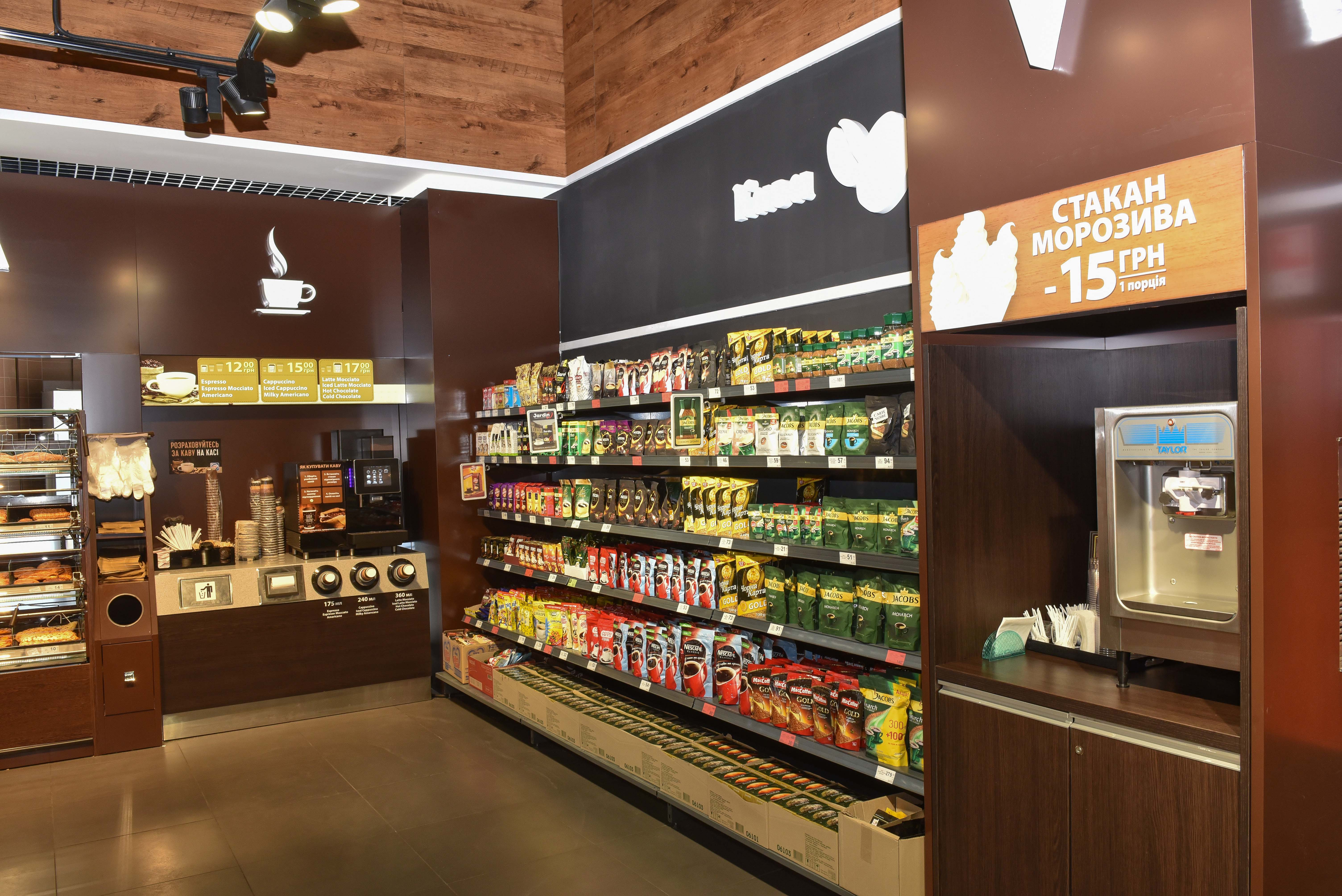
Собственная кофейня в АТБ
Магазин в Новой Каховке

## Критика и инциденты
Сеть АТБ нередко обвиняли в нарушении правил торговли. Имеются сообщения о сбыте просроченных товаров, продуктов с насекомыми и т. п.. Пользователи выкладывают на YouTube видео о некорректном поведении персонала. Группа компаний S.Group («Чистая планета», «Продэкспорт-2009», «СнэкЭкспорт», «ЮМаК») выиграла в Хозяйственном суде Киева ряд исков у корпорации «АТБ». Поставщик продуктов «Инвестком плюс» в 2015 году подал на АТБ в суд с требованием заплатить 110 млн грн за поставленный товар..